# Barneoudia major
Barneoudia major är en ranunkelväxtart som beskrevs av Rodolfo Amando Philippi. Barneoudia major ingår i släktet Barneoudia och familjen ranunkelväxter. Utöver nominatformen finns också underarten B. m. patagonica.